# Sichevița, Caraș-Severin
Sichevița este satul de reședință al comunei cu același nume din județul Caraș-Severin, Banat, România. Sichevița este o comună în județul Caraș-Severin, Banat, România, formată din satele Brestelnic, Camenița, Cârșie, Cracu Almăj, Crușovița, Curmătura, Frăsiniș, Gornea, Liborajdea, Lucacevăț, Martinovăț, Ogașu Podului, Sichevița (reședința), Streneac, Valea Orevița, Valea Ravensca, Valea Sicheviței, Zănou și Zăsloane.